# Wisz
Wisz (niem. Wischau) – nieistniejąca miejscowość w woj. dolnośląskim położona niegdyś między wsiami Jutrzyna i Kolnica, dzisiaj bagniska i lasek nad rzeką Gnojna o tej samej nazwie.

## Legenda
Wedle podań ludowych na jej obszarze znajdowały się rozległe stawy, których wody nagle wystąpiły około 1440 i zalały całą miejscowość, zabijając przy tym wszystkich mieszkańców. Z katastrofy miało uratować się jedynie rodzeństwo: siostra i brat. Znajdowali się oni wtedy w odwiedzinach w innej wsi. Chłopcem zaopiekowali się mieszkańcy Kolnicy, natomiast dziewczynką Jutrzyny, a ziemie wsi zostały podzielone między obie miejscowości. Inna wersja tej samej legendy mówi nie o powodzi, lecz zarazie.

## Historia
W ,,registrum terre Wratislaviensis" wspomniano o miejscowości Weze, którego mieszkaniec Piotr 28 kwietnia 1387 porzucił swoją żonę Agnes i majątek, który stanowił „Dobry las Hertwig”. Mieszkańcy wsi padli prawdopodobnie ofiarą zarazy w trakcie wojny trzydziestoletniej, z której to powodu wymarła cała populacja. W późniejszym czasie na jej terenie działała karczma oraz folwark Wütschehauser przynależące do Jutrzyny.